# Elatostema
Elatostema ist eine Pflanzengattung innerhalb der Familie der Brennnesselgewächse (Urticaceae). Die 300 bis 500 Arten sind hauptsächlich von Südostasien bis Australasien weitverbreitet.

## Beschreibung

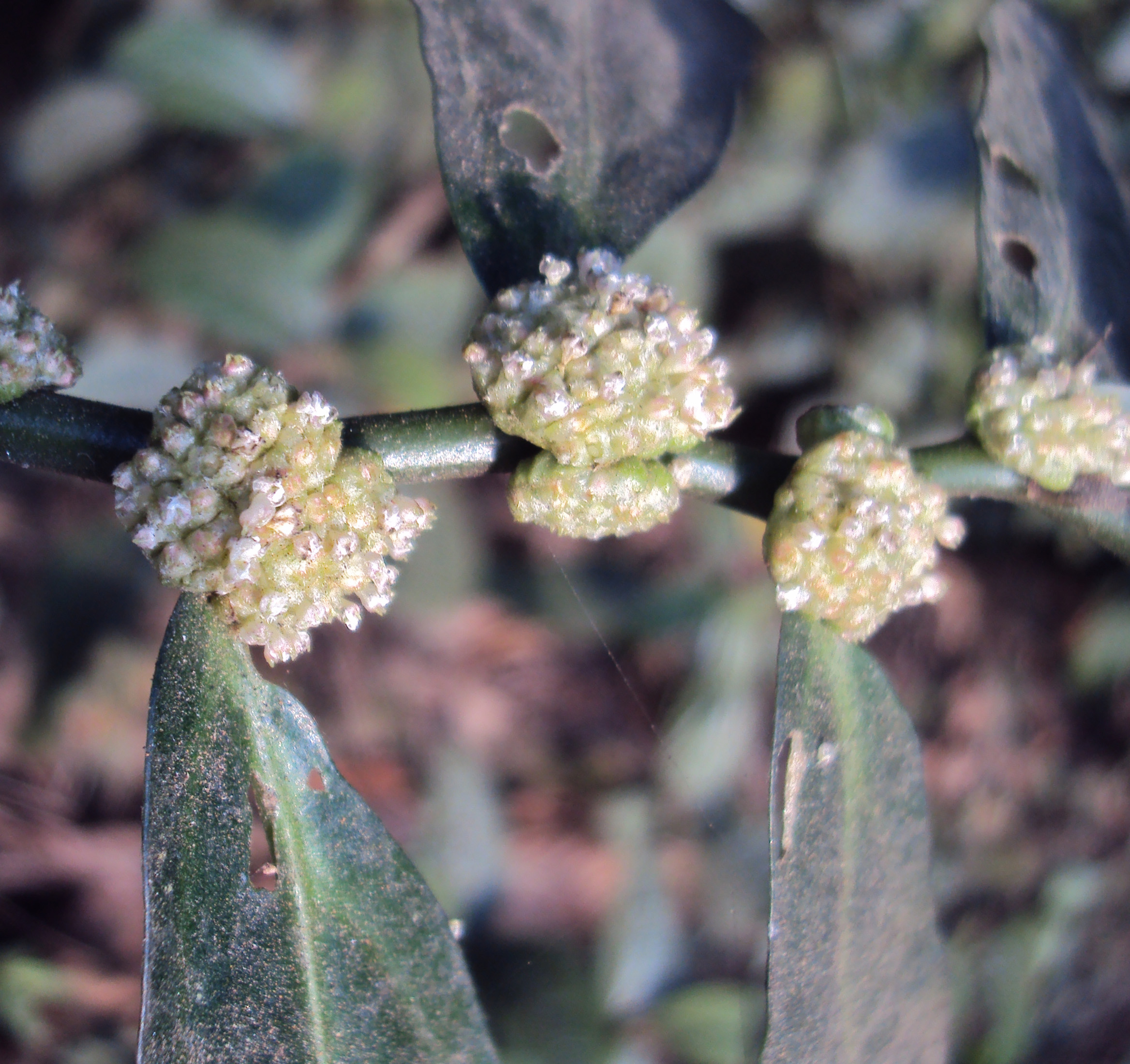
Elatostema lineolatum

### Vegetative Merkmale
Bei Elatostema-Arten handelt sich um krautige Pflanzen, manchmal auch um Halbsträucher oder kleine Sträucher. Elatostema-Arten besitzen keine Brennhaare wie z. B. die Brennnesseln.
Die Laubblätter sind eigentlich gegenständig und zweizeilig angeordnet, wobei jeweils immer ein Blatt eines Paares stark reduziert ist oder sogar ganz fehlen kann. Hierdurch entsteht eine scheinbar zweizeilige wechselständige Beblätterung. Am Grunde jedes Blattes sitzen zwei Nebenblätter.
Die Blattspreiten sind am Grunde asymmetrisch, weshalb eine Art (Elatostema pulchrum) auch den deutschsprachigen Trivialnamen Melonenbegonie bekommen hat. Sie tragen eine deutlich hervortretende Nervatur, die bei einigen Arten allerdings auch aus nur drei Hauptnerven bestehen kann. Die Blattspreiten sind meist länglich rhombisch bis lanzettlich. Der Blattrand ist in der Regel scharf gesägt. Bei einigen Arten können die Zähne aber auch sehr entfernt sein, oder ganz fehlen.

### Generative Merkmale
Drei bis meist viele Blüten stehen in scheibenförmigen köpfchenförmigen Blütenständen mit ausgebildetem Köpfchenboden zusammen. Die Köpfchen stehen kurz gestielt in den Blattachseln. Sie bestehen bei vielen Arten aus zwei Hälften, die jede über einigen Tragblättern sitzt, und je wieder einige Blüten-Knäuel enthält. Die Tragblätter können zu einer halben Köpfchenhülle verwachsen sein. Elatostema-Arten können ein- (monözisch) oder zweihäusig (diözisch) getrenntgeschlechtig sein. Die einzelnen Blütenköpfchen sind stets eingeschlechtig. Die eingeschlechtigen Blüten sind vier- oder fünfzählig mit einem Perianth.

## Standorte
Die etwa 300 Arten sind hauptsächlich Bodenbewohner tropischer und subtropischer Regenwälder. Auch ihre zweizeilige Beblätterung wird als Anpassung an diesen schattigen Standort gedeutet.

## Systematik und Verbreitung
Man findet sie hauptsächlich in den Tropen und Subtropen Asiens und Ozeaniens bis hin nach Queensland, aber auch in Afrika. Einige Arten kommen bis in die gemäßigten Gebieten Ostasiens vor. Laut Flora of China wurden für China 146 Arten gelistet, 108 davon nur dort. In der Revision der chinesischen Arten durch Wang 2014 sind 280 Arten gelistet, von denen 184 Arten also etwa zwei Drittel, in den tropischen Karstgebieten in den südwestlichen Provinzen Guangxi, Guizhou sowie vorkommen. Es werden fortlaufend weitere Arten erstbeschrieben.
Arten (Auswahl):
- Elatostema lineolatum Wight: Sie kommt in Sri Lanka, Indien, Bhutan, Myanmar, Nepal, Sikkim, Thailand und in China vor.[1]
- Elatostema malipoense W.T.Wang & Zeng Y.Wu: Sie wurde 2011 aus Yunnan erstbeschrieben.[1][4]
- Elatostema pleiophlebium W.T.Wang & Zeng Y.Wu: Sie wurde 2011 aus Yunnan erstbeschrieben.[1][4]
- Elatostema qinzhouense L.F.Fu, A.K. Monro & Y.G.Wei: Sie wurde 2021 erstbeschrieben. Sie wurde bisher nur im tropischen Karst in einem immergrünen Lorbeerwald auf Kalksteinhügeln bei Qinzhou im Kreis Lingshan im autonomen Gebiet Guangxi gefunden. Da nur etwa 200 blühfähige Exemplare gefunden wurden, erfolgte die Bewertung als CR = „Critically Endangered“ = „vom Aussterben bedroht“.[3]

## Nutzung
Die jungen Laubblätter einiger Arten können, ähnlich wie die jungen Laubblätter von Brennnesseln, gegart gegessen werden.